# Tratado Internacional sobre los Recursos Fitogenéticos para la Alimentación y la Agricultura
El Tratado Internacional sobre los Recursos Fitogenéticos para la Alimentación y la Agricultura (TRFAA), popularmente conocido como el tratado internacional de las semillas, es un acuerdo internacional en concordancia con el Convenio sobre la Diversidad Biológica, que postula garantizar la seguridad alimentaria a través de la conservación, el intercambio y el uso sostenible de los recursos fitogenéticos mundiales para alimentación y agricultura (RFAA), así como el justo y equitativo beneficio compartido que se obtenga de su explotación. También reconoce los derechos de los agricultores, sujetos a las leyes nacionales para: a) la protección del conocimiento tradicional concerniente a la explotación de recursos fitogenéticos para alimentación y agricultura; b) el derecho a participar equitativamente en los beneficios que surjan de la utilización de recursos fitogenéticos para alimentación y agricultura; y c) el derecho a participar en la toma de decisiones, a nivel nacional, en los asuntos relacionados con la conservación y el uso sostenible de los recursos fitogenéticos para la alimentación y la agricultura. El tratado establece el Sistema de Acceso Multilateral y la compartición de beneficios para facilitar los intercambios de germoplasma y la compartición de beneficios a través de un Acuerdo de Transferencia de Material (AETM).
Adoptado el 3 de noviembre de 2001 por la 31.ª Conferencia de las Naciones Unidas de la Organización para la Agricultura y la Alimentación (FAO), el tratado entró en vigor el 29 de junio de 2004.
El tratado tiene por objeto la conservación y el uso sostenible de los recursos fitogenéticos para la alimentación y la agricultura y la distribución equitativa de los beneficios derivados de su utilización (incluyendo los beneficios generados por el comercio). También reconoce el derecho de los agricultores y establece un sistema multilateral de acceso y distribución de beneficios derivados de cultivos afectados por el tratado. Los cultivos y forrajes, considerado el más importante para la seguridad alimentaria, están en el número 64.
Incluye un mecanismo de financiación que recibe una parte de los beneficios secundarios relacionados con el uso comercial de los recursos genéticos de plantas incluidas en el sistema
El tratado es supervisado por la Comisión de Recursos Genéticos para la Alimentación y la Agricultura (CRGAA) FAO.

## Contenido
- Reconoce los derechos de los campesinos.
- Reconoce explícitamente el papel de los agricultores en la conservación de la biodiversidad.
- De acuerdo con ello, obliga a los países firmantes a adoptar políticas y acciones de los programas de conservación in situ en las explotaciones y hacer fitoselección participativa.

## Adopción
El tratado requirió siete años de negociaciones en el seño de la FAO. Un intento previo para establecer un acuerdo internacional fue el CI (Compromiso Internacional sobre los Recursos Fitogenéticos para la Alimentación y la Agricultura). Sin embargo, el CI se basa en el principio de que los recursos genéticos son patrimonio común de la humanidad. El Convenio sobre la Diversidad Biológica (1993) que llevó a los recursos genéticos bajo la jurisdicción de los gobiernos nacionales, el CI demostró estar obsoleto.
El Tratado Internacional fue adoptado el 3 de noviembre de 2001 en la 31.ª Conferencia de la FAO, y fue aprobada por 116 votos a favor y 2 abstenciones, Japón y los Estados Unidos. Fue abierto a la firma de 3 de noviembre de 2002 hasta 4 de noviembre de 2002, a todos los miembros de la FAO y los países miembros de la ONU a partir de sus organismos especializados o del Organismo Internacional de Energía Atómica. Los países interesados ahora pueden unirse sin firma.
El Tratado entrará en vigor con al menos 40 países (incluyendo al menos 20 miembros de la FAO) noventa días después del último depósito.
Una vez ratificado, los países firmantes constituirán el órgano de gobierno que decidirá sobre la aplicación de las condiciones del Tratado. Por ejemplo, se puede considerar la cuantía, la forma y los términos de las acciones de las ganancias provenientes de la comercialización de los recursos genéticos. También puede hacer frente a la transferencia de tecnología.

## Países participantes
Firma: Alemania, Angola, Argentina, Australia, Austria, Bangladés, Bélgica, Bhután, Brasil, Burkina Faso, Burundi, Camboya, Camerún, Canadá, Cabo Verde, Chile Colombia, Comunidad Europea, Costa Rica, Costa de Marfil, Cuba, Chad, Chipre, Dinamarca, Ecuador, Egipto, Eritrea, España, Estados Unidos de América, Etiopía, Finlandia, Francia, Gabón, Ghana, Grecia, Guatemala, Guinea, Haití, India, Irán, Irlanda, Italia, Jordania, Líbano, Luxemburgo, Macedonia del Norte, Madagascar, Malaui, Malí, Malta, Islas Marshall, México, Marruecos, Namibia, Níger, Nigeria, Noruega, Paraguay, Holanda, Perú, Portugal, República Centroafricana, República Dominicana, Salvador, Senegal, Siria, Suazilandia, Sudán, Suecia, Suiza, Tailandia, Togo, Túnez, Reino Unido, Uruguay, Venezuela, Yugoslavia, Zambia y Zimbabue.
Ratificación: Canadá, Eritrea, Ghana, India, Jordania, Malaui, Sudán
Aceptación: Camboya
Aprobación: Guinea